# Grå
Grå färger ligger på en skala mellan svart och vitt. Om de helt saknar kulörton kallas de neutralgrå. Rent neutralgrå färger är mycket ovanliga, och de flesta grå färger i naturen och på material som hämtats från naturen har en viss dragning mot gult. Detta gäller till exempel betongplattorna på bilden.
Bland HTML-färgerna för bildskärmar finns flera grå färger, varav en hör till de ursprungliga sexton (HTML 4.01). Dess koordinater ses i boxen härinvid.

## Historik
Under antiken och medeltiden var grått den färg ofärgat ylletyg hade, och associerades därför med fattiga människor. Grått bars därför av vissa katolska klosterordnar som Cisterciensorden, Franciskanorden och Kapucinorden som betonade deras löften att leva i fattigdom, ödmjukhet, lydnad och kyskhet. 
Under renässansen på 1500-talet blev grått för första gången en populär modefärg. Perioden 1550-1620 var svart den stora modefärgen, och grått harmonierade väl som kombinationsfärg till det svarta. 
Under rokokon på 1700-talet var pastellfärger som rosa, blått, gult och vitt de mest populära färgerna. Grått var dock relativt omtyckt eftersom den ansågs framhäva siden, taft och andra dyrbara tyger på ett vackert sätt. 
Under 1800-talet betraktades grått som en melankolisk och respektabel färg som ansågs lämplig att bära till lättare sorgdräkt. Det var en populär färg och en av få färger som ansågs vara könsneutrala under viktoriansk tid, då den användes ofta av både män och kvinnor. 
Män skulle under 1800-talet helst inte bära någon färg alls, men svart och grått räknades inte som färger och grått tillhörde de få färger som accepterades för män. Män som inte ville klä sig i enbart svart kunde istället bära mörkt grå kostym på vintern och blekt grå på sommaren. 
I 1800-talets Paris var grisette namnet på en kvinna som arbetade i fabrik och även ett öknamn på prostituerade: termen kom från färgen grå, gris, som var en billig färg och därför var den vanligaste för fabriksarbetare. 
Grått blev också med tiden en ofta använd färg för militära uniformer, då den gjorde soldater osynliga på långt håll. 

## Galleri

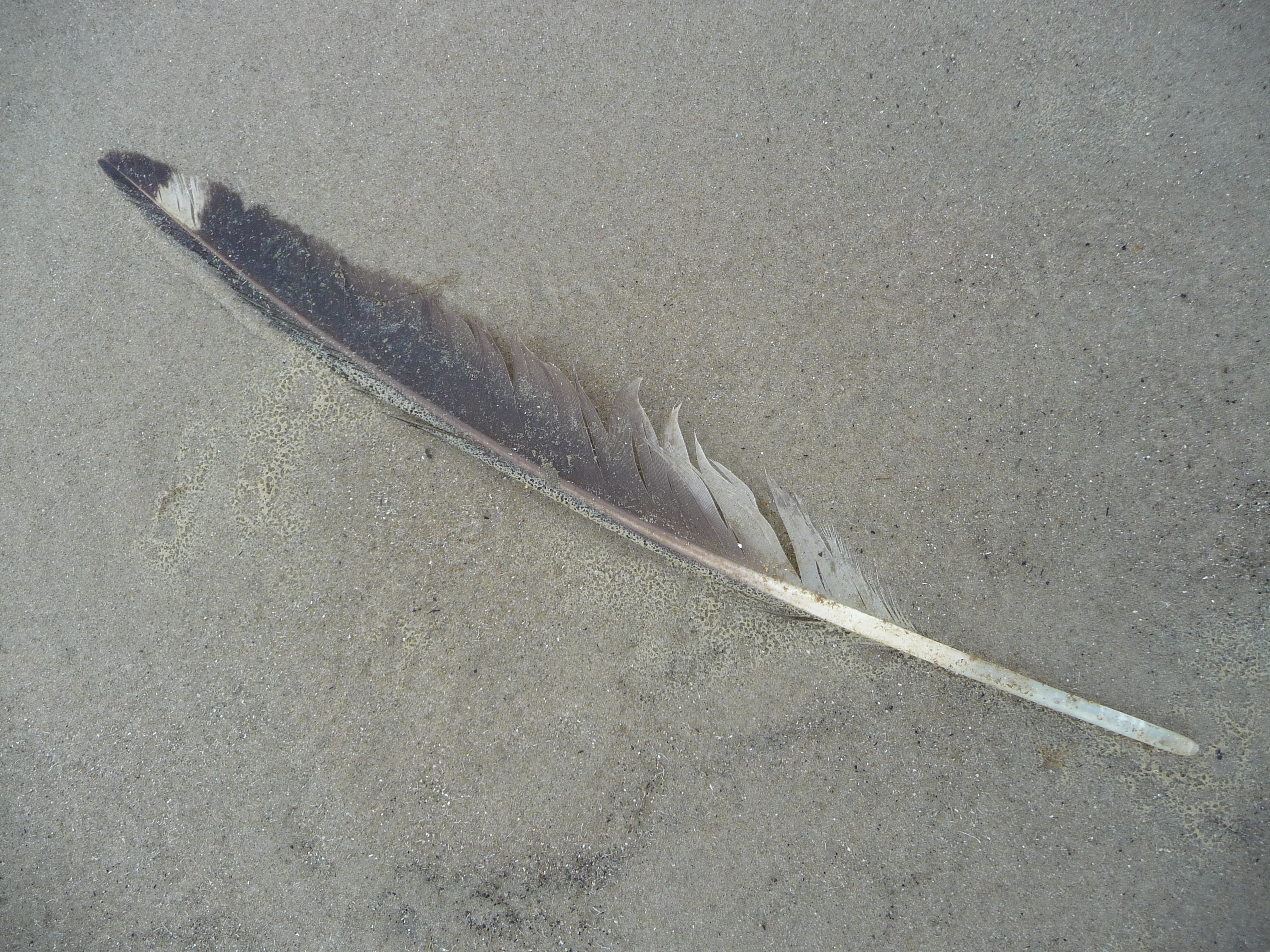
Heringsmöwe Feder
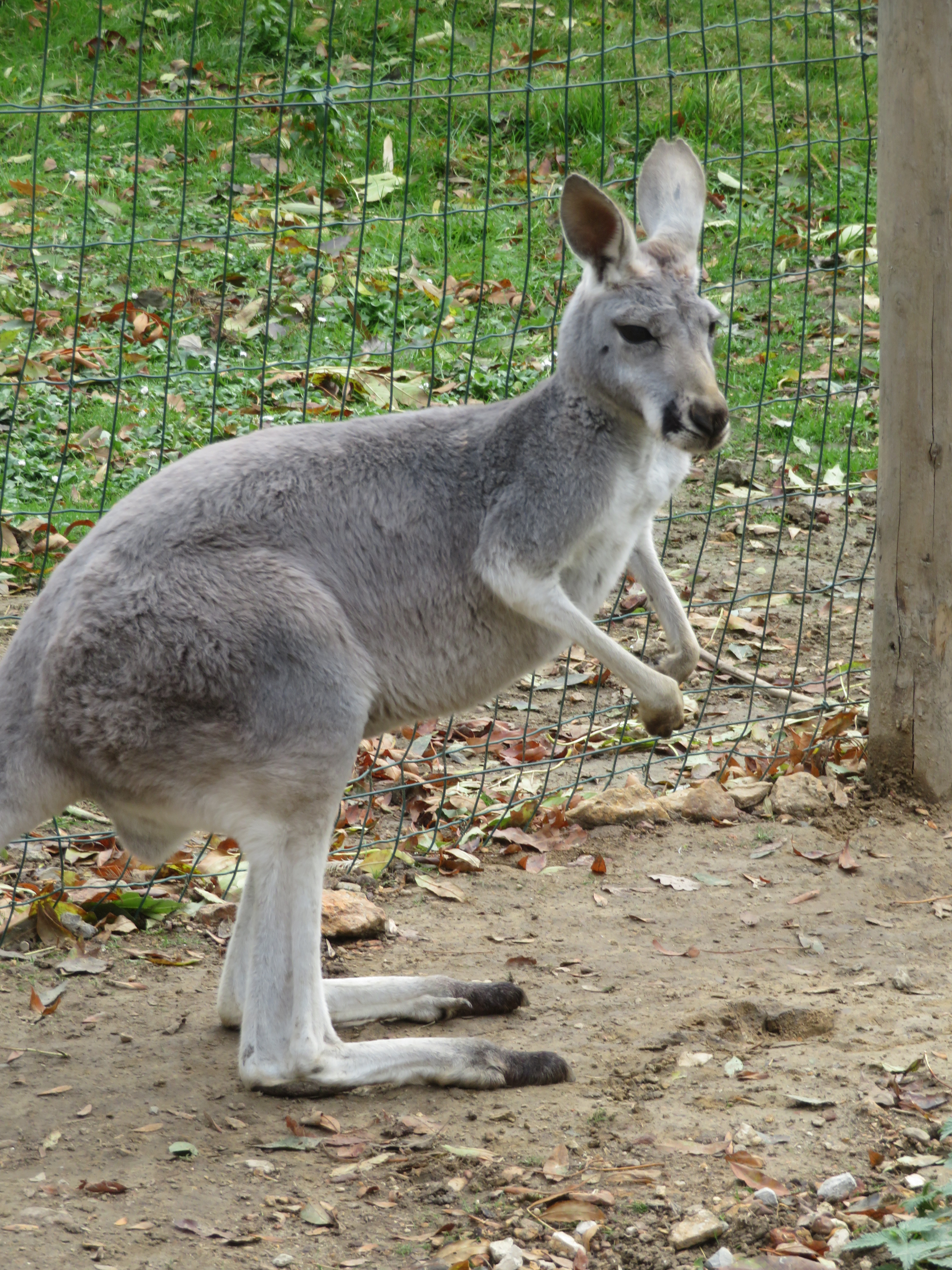
Animals in Parc de Thoiry 17
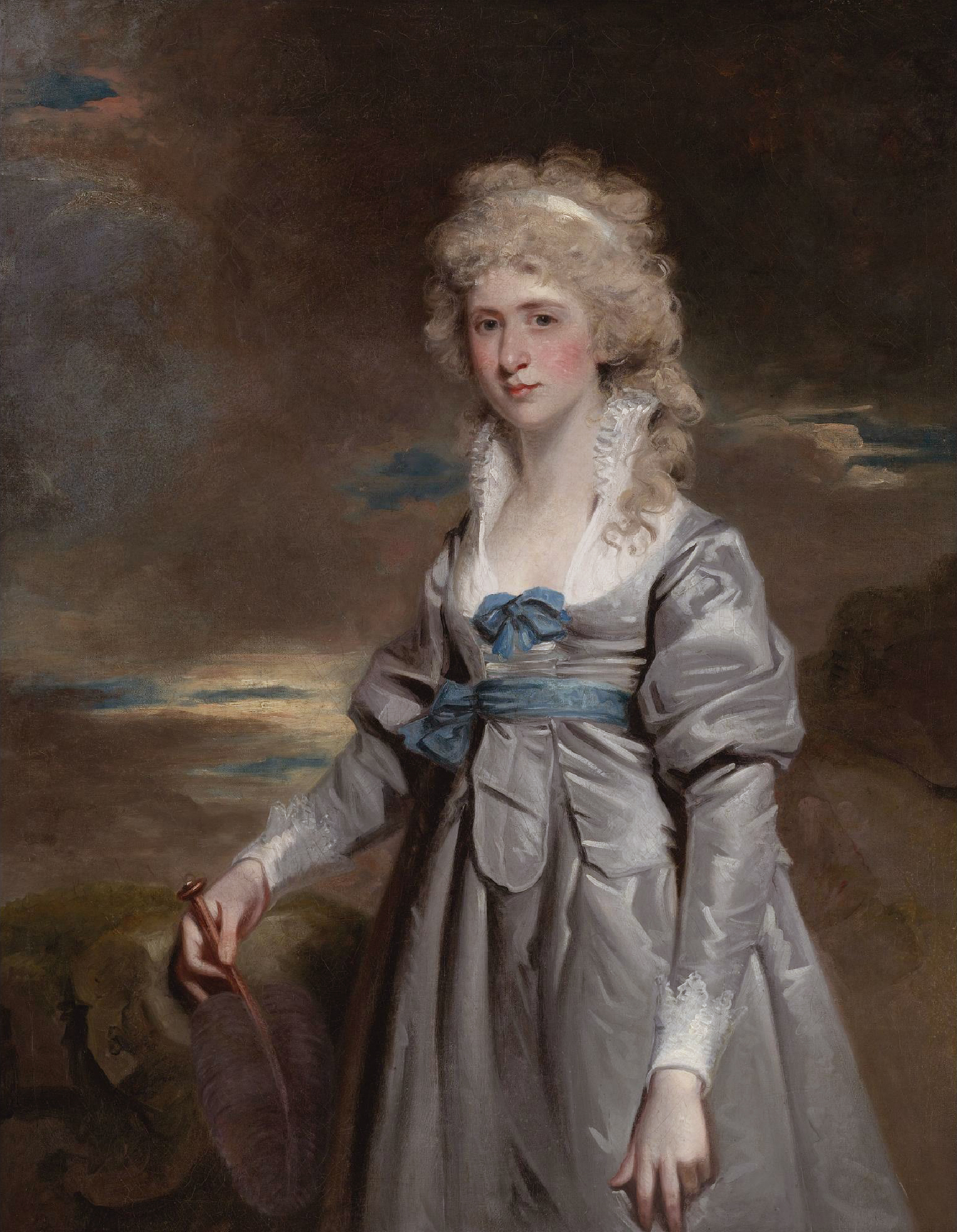
Charlotte Walsingham, Lady Fitzgerald by John Hoppner
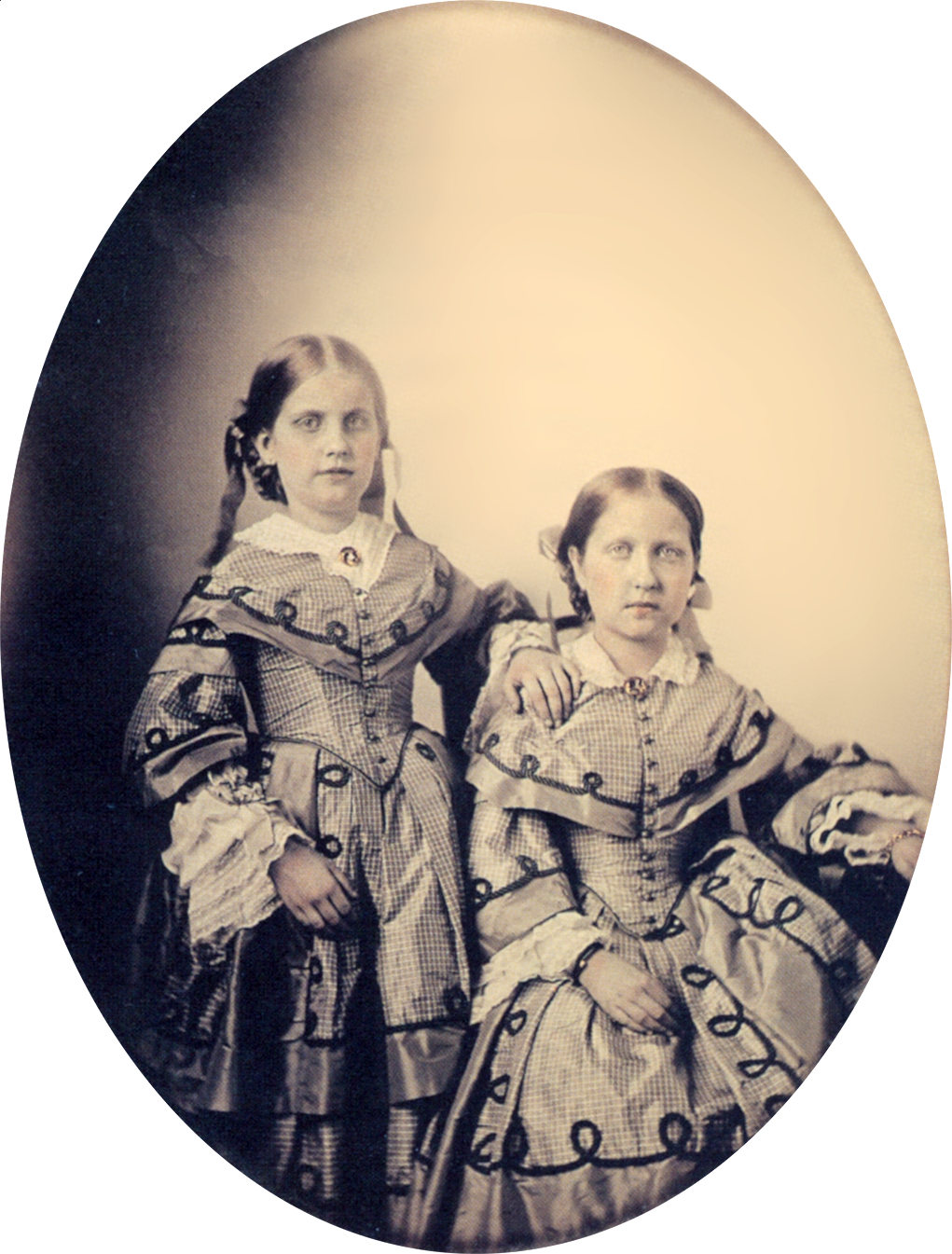
Princess Isabel and Leopoldina 1855 frame removed
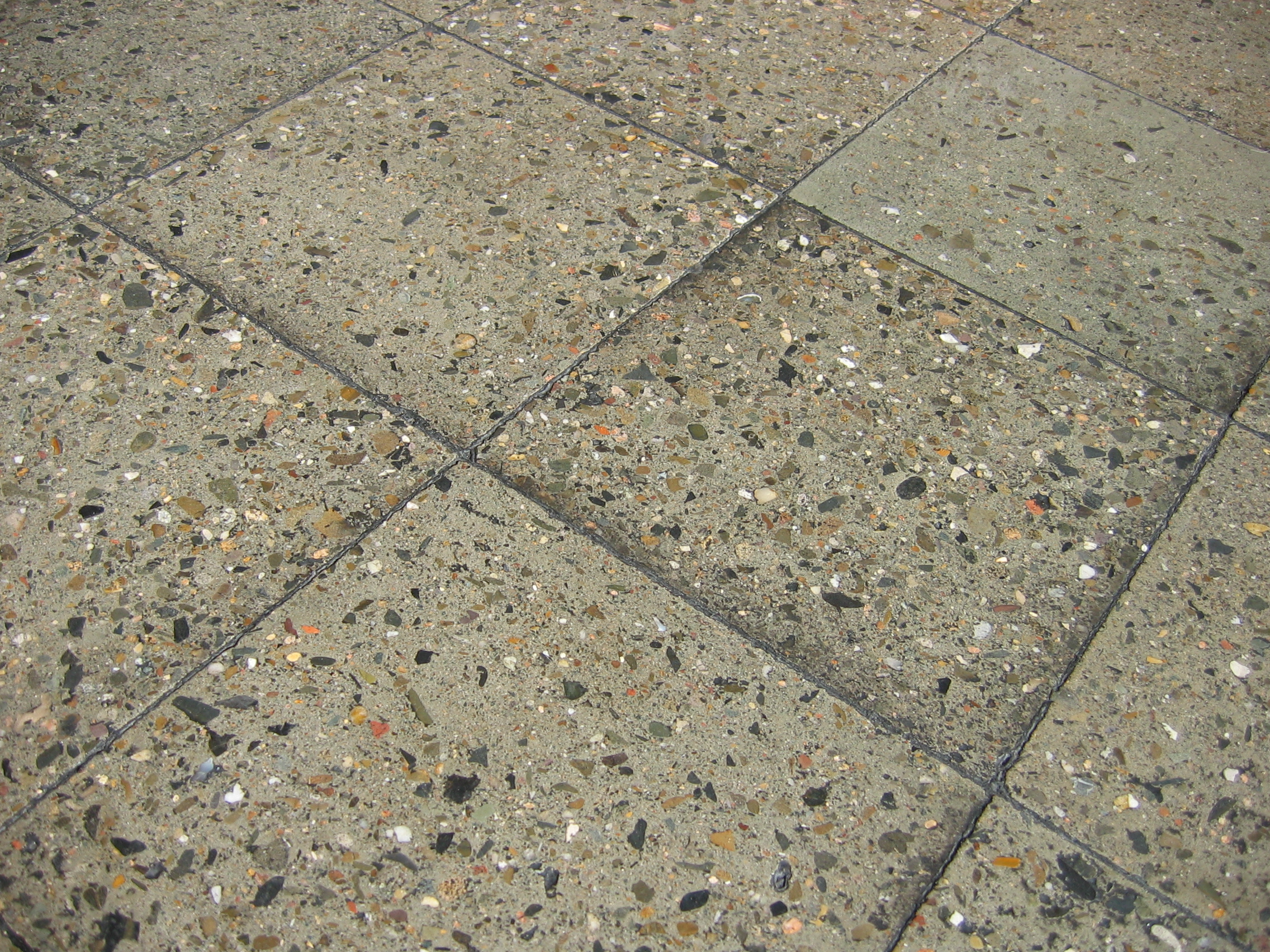
259x259px